# Sambenedettese Calcio 1923 2003-2004
Questa pagina raccoglie le informazioni riguardanti la Sambenedettese Calcio 1923 nelle competizioni ufficiali della stagione 2003-2004.

## Rosa
| N. |                       | Ruolo | Calciatore                         |
| -- | --------------------- | ----- | ---------------------------------- |
|    | Italia (bandiera)     | P     | Giuseppe Aprea                     |
|    | Italia (bandiera)     | A     | Alessio Bifini                     |
|    | Italia (bandiera)     | A     | Costantino Borneo                  |
|    | Italia (bandiera)     | A     | Claudio Cacciatori                 |
|    | Italia (bandiera)     | C     | Cristiano Camillucci               |
|    | Italia (bandiera)     | C     | Riccardo Cazzola                   |
|    | Italia (bandiera)     | D     | Andrea Cottini                     |
|    | Italia (bandiera)     | A     | Antonio Criniti                    |
|    | Italia (bandiera)     | C     | Vito Di Bari                       |
|    | Italia (bandiera)     | P     | Domenico Di Dio                    |
|    | Italia (bandiera)     | A     | Carmine Esposito                   |
|    | Italia (bandiera)     | A     | Massimiliano Fanesi                |
|    | Italia (bandiera)     | C     | Fabio Filippi                      |
|    | Italia (bandiera)     | D     | Enrico Franchi                     |
|    | Italia (bandiera)     | A     | Andrea Gennari                     |
|    | Portogallo (bandiera) | D     | Hilário Paulino Neves Freitas Leal |

| N. |                         | Ruolo | Calciatore            |
| -- | ----------------------- | ----- | --------------------- |
|    | RD del Congo (bandiera) | A     | Christian Kanyengele  |
|    | Italia (bandiera)       | P     | Paolo Mancini         |
|    | Italia (bandiera)       | D     | Massimiliano Manni    |
|    | Italia (bandiera)       | A     | Marco Martini         |
|    | Italia (bandiera)       | C     | Giovanni Martusciello |
|    | Italia (bandiera)       | C     | Antonio Maschio       |
|    | Belgio (bandiera)       | C     | Donovan Maury         |
|    | Italia (bandiera)       | C     | Marco Napolioni       |
|    | Camerun (bandiera)      | C     | Laurent N'Tamack      |
|    | Italia (bandiera)       | D     | Marco Pedotti         |
|    | Italia (bandiera)       | C     | Filippo Petterini     |
|    | Italia (bandiera)       | D     | Valerio Quondamatteo  |
|    | Italia (bandiera)       | A     | Gabriele Scandurra    |
|    | Italia (bandiera)       | D     | Marco Taccucci        |
|    | Italia (bandiera)       | A     | Francesco Zerbini     |

## Risultati

### Campionato

#### Girone di andata
| 31 agosto 2003 1ª giornata | Sambenedettese | 1 – 2 | Acireale |  |

| 7 settembre 2003 2ª giornata | Teramo | 1 – 1 | Sambenedettese |  |

| 14 settembre 2003 3ª giornata | Sambenedettese | 2 – 0 | Martina |  |

| 21 settembre 2003 4ª giornata | Vis Pesaro | 0 – 4 | Sambenedettese |  |

| 28 settembre 2003 5ª giornata | Sambenedettese | 2 – 2 | Foggia |  |

| 5 novembre 2003 6ª giornata | Sambenedettese | 2 – 1 | Taranto |  |

| 12 ottobre 2003 7ª giornata | Giulianova | 1 – 3 | Sambenedettese |  |

| 19 ottobre 2003 8ª giornata | Sambenedettese | 0 – 1 | Sora |  |

| 26 ottobre 2003 9ª giornata | Viterbese | 1 – 1 | Sambenedettese |  |

| 2 novembre 2003 10ª giornata | Sambenedettese | 0 – 2 | Sporting Benevento |  |

| 9 novembre 2003 11ª giornata | Fermana | 2 – 2 | Sambenedettese |  |

| 16 novembre 2003 12ª giornata | Sambenedettese | 0 – 0 | Catanzaro |  |

| 23 novembre 2003 13ª giornata | Lanciano | 1 – 1 | Sambenedettese |  |

| 7 dicembre 2003 14ª giornata | L'Aquila | 1 – 1 | Sambenedettese |  |

| 14 dicembre 2003 15ª giornata | Sambenedettese | 3 – 2 | Chieti |  |

| 21 dicembre 2003 16ª giornata | Paternò | 1 – 4 | Sambenedettese |  |

| 6 gennaio 2003 17ª giornata | Sambenedettese | 2 – 3 | Crotone |  |

#### Girone di ritorno
| 11 gennaio 2004 18ª giornata | Acireale | 1 – 1 | Sambenedettese |  |

| 18 gennaio 2004 19ª giornata | Sambenedettese | 1 – 0 | Teramo |  |

| 1º febbraio 2004 20ª giornata | Martina | 2 – 2 | Sambenedettese |  |

| 8 febbraio 2004 21ª giornata | Sambenedettese | 1 – 0 | Vis Pesaro |  |

| 15 febbraio 2004 22ª giornata | Foggia | 0 – 2 | Sambenedettese |  |

| 22 febbraio 2004 23ª giornata | Taranto | 0 – 0 | Sambenedettese |  |

| 7 marzo 2004 24ª giornata | Sambenedettese | 0 – 0 | Giulianova |  |

| 14 marzo 2004 25ª giornata | Sora | 1 – 1 | Sambenedettese |  |

| 21 marzo 2004 26ª giornata | Sambenedettese | 2 – 2 | Viterbo |  |

| 28 marzo 2004 27ª giornata | Sporting Benevento | 4 – 0 | Sambenedettese |  |

| 4 aprile 2004 28ª giornata | Sambenedettese | 5 – 0 | Fermana |  |

| 10 aprile 2004 29ª giornata | Catanzaro | 2 – 0 | Sambenedettese |  |

| 18 aprile 2004 30ª giornata | Sambenedettese | 2 – 0 | Lanciano |  |

| 25 aprile 2004 31ª giornata | Sambenedettese | 2 – 1 | L'Aquila |  |

| 2 maggio 2004 32ª giornata | Chieti | 3 – 1 | Sambenedettese |  |

| 9 maggio 2004 33ª giornata | Sambenedettese | 1 – 0 | Paternò |  |

| 16 maggio 2004 34ª giornata | Crotone | 3 – 0 | Sambenedettese |  |